# Hexarthra brandorffi
Hexarthra brandorffi is een raderdiertjessoort uit de familie Hexarthridae. De wetenschappelijke naam van deze soort is voor het eerst geldig gepubliceerd in 1977 door Koste.